# Gran Premio di superbike d'Europa 1996
Il Gran Premio di Superbike d'Europa 1996 è stata la settima prova su dodici del Campionato mondiale Superbike 1996, è stato disputato il 4 agosto sul Circuito di Brands Hatch e ha visto la vittoria di Pierfrancesco Chili in gara 1, mentre la gara 2 è stata vinta da Troy Corser.
Come già l'anno precedente la gara d'Europa è stata ospitata sul circuito britannico di Brands Hatch.

## Risultati

### Gara 1

#### Arrivati al traguardo[3]
| Pos. | Nº | Pilota               | Motocicletta | Tempo     | Griglia | Punti |
| ---- | -- | -------------------- | ------------ | --------- | ------- | ----- |
| 1º   | 7  | Pierfrancesco Chili  | Ducati       | 37:05.894 | 2º      | 25    |
| 2º   | 4  | Anthony Gobert       | Kawasaki     | +0:01.787 | 5º      | 20    |
| 3º   | 11 | John Kocinski        | Ducati       | +0:01.863 | 6º      | 16    |
| 4º   | 45 | Colin Edwards        | Yamaha       | +0:08.420 | 4º      | 13    |
| 5º   | 1  | Carl Fogarty         | Honda        | +0:09.362 | 9º      | 11    |
| 6º   | 3  | Aaron Slight         | Honda        | +0:14.922 | 13º     | 10    |
| 7º   | 10 | John Reynolds        | Suzuki       | +0:14.996 | 7º      | 9     |
| 8º   | 9  | Neil Hodgson         | Ducati       | +0:15.060 | 3º      | 8     |
| 9º   | 6  | Simon Crafar         | Kawasaki     | +0:30.258 | 11º     | 7     |
| 10º  | 5  | Wataru Yoshikawa     | Yamaha       | +0:35.701 | 14º     | 6     |
| 11º  | 96 | Niall Mackenzie      | Yamaha       | +0:35.985 | 15º     | 5     |
| 12º  | 67 | Mike Hale            | Ducati       | +0:46.309 | 19º     | 4     |
| 13º  | 8  | Piergiorgio Bontempi | Kawasaki     | +0:56.652 | 10º     | 3     |
| 14º  | 52 | Ian Simpson          | Ducati       | +1:12.699 | 23º     | 2     |
| 15º  | 38 | Ioannis Boustas      | Ducati       | +1 giro   | 28º     | 1     |
| 16º  | 50 | Dean Ashton          | Ducati       | +1 giro   | 29º     |       |
| 17º  | 77 | Brett Sampson        | Kawasaki     | +1 giro   | 27º     |       |
| 18º  | 58 | Shawn Giles          | Ducati       | +1 giro   | 24º     |       |
| 19º  | 18 | Igor Jerman          | Kawasaki     | +1 giro   | 26º     |       |
| 20º  | 24 | Anders Rasmussen     | Yamaha       | +1 giro   | 30º     |       |

#### Ritirati
| Nº | Pilota          | Motocicletta | Giri     | Griglia |
| -- | --------------- | ------------ | -------- | ------- |
| 2  | Troy Corser     | Ducati       | +4 giri  | 1º      |
| 16 | Paolo Casoli    | Ducati       | +6 giri  | 12º     |
| 69 | James Whitham   | Yamaha       | +12 giri | 8º      |
| 55 | Ray Stringer    | Kawasaki     | +13 giri | 20º     |
| 51 | Jim Moodie      | Ducati       | +17 giri | 21º     |
| 32 | Alex Buckingham | Yamaha       | +17 giri | 25º     |
| 57 | Graham Ward     | Ducati       | +20 giri | 22º     |
| 36 | Kirk McCarthy   | Suzuki       | +23 giri | 17º     |
| 41 | Michaël Paquay  | Ducati       | +24 giri | 18º     |
| 34 | Michael Rutter  | Ducati       | +25 giri | 16º     |

### Gara 2

#### Arrivati al traguardo[4]
| Pos. | Nº | Pilota               | Motocicletta | Tempo     | Griglia | Punti |
| ---- | -- | -------------------- | ------------ | --------- | ------- | ----- |
| 1º   | 2  | Troy Corser          | Ducati       | 37:01.207 | 1º      | 25    |
| 2º   | 7  | Pierfrancesco Chili  | Ducati       | +0:04.082 | 2º      | 20    |
| 3º   | 45 | Colin Edwards        | Yamaha       | +0:11.751 | 4º      | 16    |
| 4º   | 4  | Anthony Gobert       | Kawasaki     | +0:22.966 | 5º      | 13    |
| 5º   | 3  | Aaron Slight         | Honda        | +0:24.517 | 13º     | 11    |
| 6º   | 5  | Wataru Yoshikawa     | Yamaha       | +0:24.635 | 14º     | 10    |
| 7º   | 16 | Paolo Casoli         | Ducati       | +0:24.797 | 12º     | 9     |
| 8º   | 10 | John Reynolds        | Suzuki       | +0:39.169 | 7º      | 8     |
| 9º   | 8  | Piergiorgio Bontempi | Kawasaki     | +0:39.246 | 10º     | 7     |
| 10º  | 36 | Kirk McCarthy        | Suzuki       | +0:57.363 | 17º     | 6     |
| 11º  | 67 | Mike Hale            | Ducati       | +0:57.482 | 19º     | 5     |
| 12º  | 41 | Michaël Paquay       | Ducati       | +1:10.708 | 18º     | 4     |
| 13º  | 51 | Jim Moodie           | Ducati       | +1:19.960 | 21º     | 3     |
| 14º  | 58 | Shawn Giles          | Ducati       | +1 giro   | 24º     | 2     |
| 15º  | 18 | Igor Jerman          | Kawasaki     | +1 giro   | 26º     | 1     |
| 16º  | 24 | Anders Rasmussen     | Yamaha       | +1 giro   | 30º     |       |
| 17º  | 77 | Brett Sampson        | Kawasaki     | +1 giro   | 27º     |       |

#### Ritirati
| Nº | Pilota          | Motocicletta | Giri     | Griglia |
| -- | --------------- | ------------ | -------- | ------- |
| 1  | Carl Fogarty    | Honda        | +10 giri | 9º      |
| 50 | Dean Ashton     | Ducati       | +12 giri | 29º     |
| 69 | James Whitham   | Yamaha       | +15 giri | 8º      |
| 52 | Ian Simpson     | Ducati       | +15 giri | 23º     |
| 57 | Graham Ward     | Ducati       | +17 giri | 22º     |
| 34 | Michael Rutter  | Ducati       | +18 giri | 16º     |
| 9  | Neil Hodgson    | Ducati       | +19 giri | 3º      |
| 38 | Ioannis Boustas | Ducati       | +19 giri | 28º     |
| 6  | Simon Crafar    | Kawasaki     | +20 giri | 11º     |
| 11 | John Kocinski   | Ducati       | +22 giri | 6º      |
| 32 | Alex Buckingham | Yamaha       | +23 giri | 25º     |
| 55 | Ray Stringer    | Kawasaki     | +24 giri | 20º     |
| 96 | Niall Mackenzie | Yamaha       | +25 giri | 15º     |